# یواس‌اس ال‌اس‌تی-۱۶
یواس‌اس ال‌اس‌تی-۱۶ (به انگلیسی: USS LST-16) یک کشتی بود که طول آن ۳۲۸ فوت (۱۰۰٫۰ متر) بود. این کشتی در سال ۱۹۴۲ ساخته شد.